# Taygete (geslacht)
Taygete is een geslacht van vlinders uit de familie dominomotten (Autostichidae).

## Soorten
- T. altivola (Meyrick, 1929)
- T. annulicornis (Walsingham, 1897)
- T. attributella (Walker, 1864)
- T. balsamopa (Meyrick, 1923)
- T. barydelta (Meyrick, 1923)
- T. citranthes (Meyrick, 1923)
- T. citrinella (Barnes, 1920)
- T. consociata (Meyrick, 1914)
- T. critica (Walsingham, 1910)
- T. decemmaculella (Chambers, 1875)
- T. eromene (Walsingham, 1897)
- T. gallaegenitella (Clemens, 1864)
- T. ignavella (Zeller, 1877)
- T. lasciva (Walsingham, 1910)
- T. notospila (Meyrick, 1923)

- T. ornatipalpella (Walsingham, 1897)
- T. ostariella (Walsingham, 1897)
- T. parvella (Fabricius, 1794)
- T. platysoma (Walsingham, 1910)
- T. saundersella (Chambers, 1876)
- T. sphecophila (Meyrick, 1936)
- T. sylvicolella (Busck, 1903)
- T. thiodes (Meyrick, 1917)